# Songjeong-dong
Songjeong-dong là một dong, phường của Seongdong-gu ở Seoul, Hàn Quốc.

## Liên kết
- (tiếng Anh) Trang chính thức Seongdong-gu Lưu trữ ngày 3 tháng 10 năm 2011 tại Wayback Machine
- (tiếng Hàn) Trang chính thức Seongdong-gu Lưu trữ ngày 10 tháng 7 năm 2006 tại Wayback Machine
- (tiếng Hàn) Bản đồ của Seongdong-gu Lưu trữ ngày 11 tháng 2 năm 2012 tại Wayback Machine
- (tiếng Hàn) Văn phòng dân cư Songjeong-dong Lưu trữ ngày 22 tháng 7 năm 2006 tại Wayback Machine